# Болгарский олимпийский комитет
Болгарский олимпийский комитет (болг. Български олимпийски комитет) — организация, представляющая Болгарию в международном олимпийском движении. Основан в 1923 году; зарегистрирован в МОК в 1924 году.
Штаб-квартира расположена в Софии. Является членом МОК, ЕОК и других международных спортивных организаций. Осуществляет деятельность по развитию спорта в Болгарии.

## Председатели
- Ефтим Китанчев[болг.] (1923—1925)
- Димитрий Станчов (1927—1929)
- Велизар Лазаров[болг.] (1929—1941)
- Рашко Атанасов (1941—1944)
- Владимир Стойчев (1952—1982)
- Иван Славков[болг.] (1982—2005)[3]
- Стефка Костадинова (2005 — н. в.)[4]